# Ристо Савин
Ристо Савин (словен. Risto Savin, настоящее имя Фридерик Ширца, словен. Friderik Širca; 11 июля 1859, Жалец — 11 декабря 1948, Загреб) — словенский композитор.
В 1878 г. поступил добровольцем в артиллерийский полк, расположенный в Граце, и начал военную карьеру. В 1881—1884 гг. служил в Осиеке, практикуясь как музыкант-любитель в пении и игре на фортепиано, а затем был переведён в Вену. Затем служил в Баня-Луке, Сараево и, с 1888 года, в Праге, где с особенной силой окунулся в музыкальную жизнь. Оказавшись в 1891 году вновь в Вене, начал частным образом брать уроки композиции у Роберта Фукса, а вернувшись снова в Прагу, прошёл курс инструментовки под руководством Карела Книтля. В 1898 г. написал одноактную оперу «Последняя стража» (словен. Poslednja straža, немецкое либретто по мотивам Антона Ашкерца). Затем служил в Вараждине, где занимался сбором южнославянского фольклорного материала и на основании этой работы написал вторую оперу, «Прекрасная Вида» (словен. Lepa Vida; 1907), которая стала первой оперой на словенском языке. «Последняя стража» была поставлена в 1906 году в Любляне, «Прекрасная Вида» — в 1909 году в Загребе, однако композитор не оставил военную службу и был вновь переведён в город Бела-Црква, а затем в Будапешт, где его застала Первая мировая война. По окончании войны он вышел в отставку в чине генерал-майора, вернулся в свой родной город Жалец и полностью посвятил себя музыкальному творчеству. В 1921 г. была написана третья опера Савина «Госпосветский сон» (словен. Gosposvetski sen), в 1923 г. композитор завершил работу над четвёртой, «Матия Губец» (словен. Matija Gubec). Он также сочинял балеты, камерную музыку (в том числе Соната для виолончели и фортепиано, 1922), хоры (особенно после переезда в 1929 году в Птуй, где Савин непосредственно работал с хоровыми коллективами). В годы Второй мировой войны Савин написал песню «В бой» для мужского хора и малого барабана, вдохновлённую успехами партизанского движения. К последним, послевоенным сочинениям композитора относятся песни на стихи Отона Жупанчича.
Музыка Савина относится к позднеромантическому направлению, в его больших операх заметно влияние Рихарда Вагнера.
В родном городе Савина его имя носит музыкальная школа, открыт его дом-музей.